# Pendularia paraguariensis
Pendularia paraguariensis är en insektsart som beskrevs av Granara de Willink 1999. Pendularia paraguariensis ingår i släktet Pendularia och familjen skålsköldlöss. Inga underarter finns listade i Catalogue of Life.